# Rolls-Royce Phantom V
La Phantom V è un'autovettura costruita dalla Rolls-Royce dal 1959 al 1968. È stato un modello molto esclusivo ed è stato prodotto in 516 esemplari.

## Descrizione
Il motore era un V8 a 90° con cilindrata di 6230 cm³, che derivava da quello installato sulla Silver Cloud II. Dal 1963 la Phantom V montava il propulsore della Silver Cloud III più potente del 7%. Aveva installato due carburatori ed un cambio automatico Hydramatic della General Motors a quattro velocità. La vettura montava freni a tamburo sulle quattro ruote ed aveva un passo di 3.683 mm. Nel 1964 il modello subì un lieve ritocco estetico ai parafanghi anteriori che incorporavano i tipici fari sdoppiati che furono montati anche sul modello Silver Shadow.

## Versioni speciali
Tra i più illustri possessori di una Phantom V vi è innanzitutto la regina Elisabetta II; un esemplare della serie è imbarcato sulla nave HMY Britannia ed è stato usato anche dalla regina madre. Essa fu adattata allo scopo con delle bandiere montate sul tettuccio ed uno scudo araldico illuminato posizionato sul parabrezza.
Un altro celebre personaggio britannico ad essere stato possessore di una Phantom V fu John Lennon che, il 21 dicembre del 1965, acquistò un esemplare di colore nero San Valentino, per farla in seguito dipingere da un artista britannico con decorazioni gitane. Dopo essere stata utilizzata fino al 1977, percorrendo soltanto 29.283 miglia, fu donata da John Lennon e Yōko Ono al Cooper-Hewitt Museum di New York. Nel 1985 fu venduta all'asta da Sotheby’s all’uomo d’affari canadese Jim Pattison per 2,3 milioni di dollari. Pattinson in seguito donò l’auto al Royal B.C. Museum di Victoria (Canada) e per oltre 30 anni è uno dei pezzi più preziosi del museo.
Il Governatore britannico di Hong Kong utilizzava una Phantom V per le cerimonie ufficiali. È stata rimpatriata dall'ex colonia britannica dalla Royal Navy il 1º luglio 1997, data del ritorno di Hong Kong alla Cina.

## Apparizioni nei film e nelle serie televisive
Help! (1965), Herbie il Maggiolino sempre più matto (1974), Rosebud (1975), Una poltrona per due (1983), Agente 007 Bersaglio mobile (1985), Spiderman (2002), Una ragazza e il suo sogno (2003)